# 9e Leger (Verenigd Koninkrijk)
Het Britse 9e Leger was een leger tijdens de Tweede Wereldoorlog. Het 9e Leger werd opgericht op 1 november 1941. De leger was gestationeerd in het oostelijk deel van het Middellandse Zee-gebied. Het leger bestond uit troepen van het Britse eiland en diverse landen van het Gemenebest.

## Commandanten
- Generaal Sir Henry Maitland Wilson
- Luitenant-Generaal Sir William George Holmes